# آزاد بلگرامی
میر غلام‌علی بن نوح حسینی واسطی معروف به آزاد بلگرامی شاعر، عارف، ادیب و مورخ اهل هندوستان بود.

## زندگی‌نامه
وی در ۲۵ صفر ۱۱۱۶ (۱۸ ژوئن ۱۷۰۴) در بِلگرام به دنیا آمد. وی خود را از نژاد زید بن علی بن حسین، پیرو مذهب حنفی و مکتب چشتیه معرفی کرده‌است. او تحصیلات دینی خود را در مکه و مدینه گذراند و به دلیل قصایدی عربی که در مدح محمد بن عبدالله سروده به «حسان هند» معروف است. آزاد بلگرامی در ۱۵ ذیقعده ۱۲۰۰ ق (۲۱ دسامبر ۱۷۸۶) در اورنگ‌آباد درگذشت.

## سبک شاعری
غزلیات فارسی او بیشتر به سبک هندی نزدیک است. آثار او به زبان‌های فارسی، عربی و اردو نوشته شده و از شعر، کتاب‌های ادبی، تاریخی، عرفانی و مذهبی تشکیل می‌شود.

## آثار

### فارسی
- سندالسعادات فی حسن خاتمه‌السادات، کتابی در تجلیل از سادات و بیان حسن عاقبت آنان که در ۱۲۸۲ق/۱۸۶۵م در بمبئی به چاپ رسیده‌است.
- غزلان الهند، ترجمهٔ دو فصل سوم و چهارم سُبحَةُالمرجان خود دربارهٔ استعاره و مجاز، و حالات عشق و صفات معشوق که در ۱۱۷۸ق/۱۷۶۵م نوشته‌است.
- شجرة طیّبه، در شرح احوال بزرگان بلگرام
- روضه‌الاولیاء، در شرح احوال ۱۰ تن از مشایخی که در «روضه» (یا خالدآباد) به خاک سپرده شده‌اند. در ۱۳۱۰ق/۱۸۹۲م در اورنگ‌آباد به چاپ رسیده‌است.
- مآثرالکرام، یا تاریخ بلگرام، در ۲ بخش؛ بخش اول در احوال ۸۰ تن از «فقرا» یی که به نوعی با بلگرام ارتباط داشته‌اند، بخش دوم در احوال ۷۰ تن از فضلای مربوط به بلگرام، آزاد شرح احوال خود را نیز در هر ۲ بخش آورده‌است. در ۱۳۲۸ق/۱۹۱۰م در حیدرآباد به چاپ رسیده‌است.
- سرو آزاد، یا دفتر دوم مآثرالکرام. در ذکر احوال شاعرانی که بعد از ۱۰۰۰ق/۱۵۹۲م در هند می‌زیسته‌اند. در ۱۳۳۱ق/۱۹۱۳م در لاهور به چاپ رسیده‌است.
- ید بیضا، تذکره احوال ۵۳۲ تن از شاعران متقدم و متأخر زبان پارسی است.
- خزانهٔ عامره، تذکرهٔ دیگری دربارهٔ ۱۳۵ تن شاعران. در ۱۲۸۸ق/۱۸۷۱م و ۱۳۱۷ق/۱۹۰۰م در کانپور به چاپ رسیده‌است (بخش‌هایی از این کتاب به زبان انگلیسی ترجمه و منتشر شده‌است).
- دیوان اشعار، شامل غزلیات، چند رباعی و قطعه
- مثنوی در جواب مثنوی میرعبدالجلیل بلگرامی
- مثنوی سراپای معشوق
- دلگشانامه، منظومه‌ای دربارهٔ مختار و خونخواهی حسین‌بن‌علی که در صحّت انتساب آن به آزاد تردید شده‌است.

### عربی
- ضوءالدراری فی شرح صحیح‌البخاری، شرح صحیح بخاری است تا آخر کتاب‌الزکاة.
- سبحه‌المرجان فی آثار هندوستان، شامل ۴ فصل است. فصل اول در مورد اشاراتی است که در قرآن و احادیث به هندوستان شده‌است، فصل دوم دربارهٔ علمای هند است، فصل سوم در محسنات کلام و صنایع بدیعی است و فصل چهارم در موضوعات مربوط به حالات عشق و صفات معشوق است که نویسنده خود دو فصل آخر را به نام غزلان هند به فارسی ترجمه کرده‌است. سبحه‌المرجان در ۱۳۰۳ق/۱۸۸۶م در بمبئی به چاپ رسیده‌است.
- دیوان اشعار، شامل ۳۰۰۰ بیت که در ۱۳۰۰ق/۱۸۸۳م در حیدرآباد به چاپ رسیده‌است.
- السّبعه‌السیّاره
- دیوان شعر که در ۱۱۷۹ق/۱۷۶۶م شروع شده و در ۱۱۹۴ق/۱۷۸۰م پایان یافته‌است. گزیده‌هایی از اشعار این مجموعه به نام مختار دیوان آزاد در ۱۳۲۸ق/۱۹۱۰م در لکهنو به چاپ رسیده‌است.
- مظهرالبرکات، منظومه‌ای عرفانی در ۷ دفتر
- شفاءالغلیل فی اصلاح کلام ابی‌الطیب‌المبتنی
- کشکول